# Trận Buzenval
Trận Buzenval là một trận đánh tại Tây Âu trong cuộc Chiến tranh Pháp-Phổ, diễn ra vào ngày 19 tháng 1 năm 1871. Trong trận chiến này, quân đội Đức do Thái tử nước Phổ là Friedrich Wilhelm chỉ huy đã đánh bại cuộc phá vây cho Paris (vốn đang bị người Đức vây hãm) của quân dân Pháp do tướng Louis Jules Trochu chỉ huy, không lâu sau khi quân đội Phổ chiếm được Le Mans. Phần lớn thiệt hại của người Pháp trong trận Buzenval thuộc về lực lượng Vệ binh quốc gia của họ. Ngày 19 tháng 1 năm 1871 được xem là một trong những ngày đẫm máu nhất trong cuộc vây hãm Paris. Không chỉ khẳng định cho số phận của Paris, thất bại thê lương của người Pháp tại Buzenval cũng chấm dứt huyền thoại về những đội quân được tuyển từ dân chúng và không được huấn luyện có thể đánh thắng một quân đội nhà nghề được rèn luyện bài bản.
Trong ngày cố gắng cuối cùng từ bên ngoài nhằm giải vây Paris bị đập tan trong St. Quentin (cũng là ngày hôm sau của lễ đăng quang Hoàng đế Đức tại cung điện Versailles), tướng Trochu bất đắc dĩ đồng ý tiến hành một cuộc phá vây từ thủ đô, với một đội quân mà một nửa số họ là lính Vệ binh quốc gia. Người Pháp đã tiến về hướng Tây qua núi Valerien đến Buzenval và Malmaison. Tuy nhiên, trong cuộc tiến công này, quân Pháp đã trải quá rộng trận tuyến của mình. Tại một số địa điểm là Saint Cloud, Montretout, và Longboyau, giao chiến đã diễn ra quyết liệt. Nhưng, quân Pháp đã chậm trễ trong việc hội đủ binh lực của mình, rồi cuối cùng, trước sức chống trả của quân Đức, cuộc tấn công của quân Pháp ở khắp mọi nơi đều bị chặn đứng. Kực lượng Vệ binh quốc gia Pháp đã bắt đầu rệu rã. Trochu và ban tham mưu của mình đã không thể nào buộc quân Pháp phải tiếp tục chiến đấu. Và, sau khi quân Pháp đã chặn được các cuộc phản công của quân Đức, Trochu xuống lệnh triệt thoái khi màn đêm buông xuống. Quân Pháp đã rút lui an toàn, ngoại trừ một chi đội Pháp ở giữa Saint-Cloud đã không nhận được lệnh nên phải đầu hàng quân Đức trong ngày hôm sau.
Trận Buzenval đã trở thành trận chiến cuối cùng liên quan tới Tổng tham mưu trưởng Quân đội Phổ - nhà chiến lược tài năng Helmuth Karl Bernhard von Moltke. Mặc dù người Pháp đã chuẩn bị kỹ lưỡng cho trận chiến này, họ đã không thể phối hợp. Với thất bại của cố gắng cuối cùng này, tinh thần của đoàn quân của Trochu đã suy sụp. Cuộc bại trận của quân Pháp cũng cho thấy thiệt hại của họ to lớn hơn nhiều so với thiệt hại của đối phương, ngoài ra biến cố này đã gây cho Paris thất kinh.